# Калибр (завод, Беларусь)
ОАО «Минский завод „Калибр”» (бел. ААТ «Мінскі завод „Калібр”») — белорусское производственное предприятие электрооборудования базировавшееся в Минске до 2019.

## История
Минский завод «Калибр» основали в 1907 как стекольный завод, после Великой Отечественной войны его возродили как патефонный завод. До 1962 он носил название «Радиоприбор», а с 1966 получил своё сохранившееся название «Калибр».
До 1992 «Калибр» развивался как одно из самых крупных предприятий военно-промышленного комплекса СССР в производстве современного радио и диагностической аппаратуры, а так же автоматизированных измерительных систем. Будучи современным предприятием, «Калибр» ежегодно обновлял выпуск своей продукции на 20—25 %. С 1962 «Калибр» был одним из ведущих предприятий в области электронной промышленности в БССР. Торговая марка предприятия была известна в странах бывшего Советского Союза. Эволюция его развития выглядит следующим образом: с 1962 производились вольтметры и осциллоскопы, с 1963: универсальные измерительные приборы, с 1964: приборы для тестирования и измерения основных параметров электровакуумных и полупроводниковых изделий, с 1967: приборы для тестирования и измерения амплитудных и частотных характеристик, с 1980: анализаторы и программаторы для интегральных схем, новые универсальные измерительные приборы, с 1992: устройства управления лифтами, электронные приборы и устройства для освещения, светильники, портативные телевизоры, радиотаймеры, телевизионные антенны. Известно, что предприятие испытывало некоторые трудности после развала Советского Союза и из-за этого производство ненадолго остановилось.
В результате возникшего экономического кризиса 90-х, в Беларуси возник дефицит отечественной электроники. Компания была зарегистрирована 24 декабря 1991. Завод «Калибр» в современном виде начал свою работу 27 января 1994. Компания располагалась на улице Фабрициуса 8 в Минске. В 90-е «Калибр» был хорошим примером отечественной промышленности (на равне с холдингами «Горизонт» и «Витязь»).
В 2005, РУПП «Минский завод «Калибр» было преобразовано в ОАО «Минский завод «Калибр». 100 % акций завода по-прежнему принадлежали Беларуси. Главной проблемой предприятия стало отставание от технического прогресса. В начале 2009 завод приступил к разработке микропроцессорных блоков для управления стиральной машиной. Продолжалась модернизация оборудования. 20 июня 2019, компания прекратила свою деятельность в связи с реорганизацией. Вероятно, это связано с устарением и неспособностью предприятия конкурировать на фоне других холдингов. А домен бывшего завода теперь можно найти на продаже за 25000 $.

## Производство и продукция

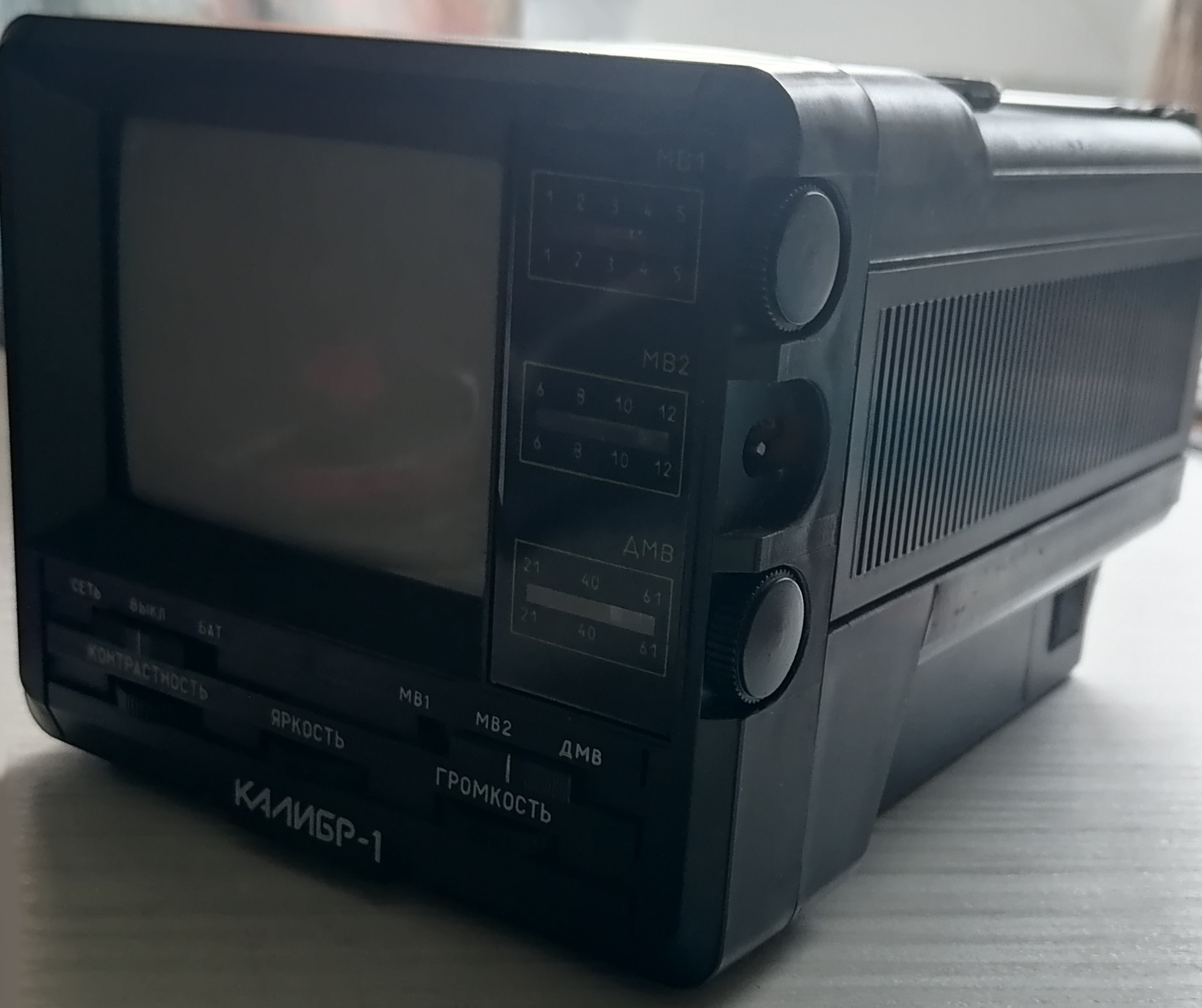
Малогабаритный телевизор «Калибр-1»

Предприятие «Калибр» обладало полным технологическим циклом. Все радиодетали и компоненты техники были отечественного производства.
Продукция завода включала:
- радиоизмерительную аппаратуру (осциллографы, частотомеры, вольтметры, омметры, калибраторы);
- звукоусилительную аппаратуру (усилители мощности, радиоузлы), лифтовую аппаратуру;
- радиотехническую аппаратуру, блоки питания, телевизионные антенны, источники питания, осциллографы, светильники, электронные часы, малогабаритные телевизоры, измерительные приборы.

Так же производились товары народного потребления и оборудования для птицеводства, приборы лифтовой тематики, и оборудования для поения и кормления животных. После развала СССР среди прочей продукции начали выпускаться черно-белые телевизоры моделей «Калибр-1» и «Калибр-2» , «Мара» и «Мара-2».
Самые частые товары, производимые заводом, были осциллографы (например, осциллограф C-1 142) и бытовые малогабаритные чёрно-белые телевизоры фирменной марки «Калибр».